# Nowy początek (film)
Nowy początek (ang. Arrival) – amerykańsko-kanadyjski film fantastycznonaukowy z 2016 roku w reżyserii Denisa Villeneuve’a, zrealizowany na podstawie opowiadania Historia twojego życia Teda Chianga. W głównych rolach wystąpili Amy Adams, Jeremy Renner i Forest Whitaker.
Nowy początek miał swoją światową premierę na weneckim festiwalu filmowym 1 września 2016, a w kinach pojawił się 11 listopada 2016. Film zarobił na świecie ponad 200 mln USD i został dobrze oceniony przez krytyków, chwalących fabułę, klimat i rolę Amy Adams.

## Fabuła
Film opowiada o pierwszym kontakcie z obcymi i konsekwencjach tego wydarzenia, skupiając się na Louise Banks, lingwistce z uniwersytetu w Massachusetts. Dwanaście  pozaziemskich statków kosmicznych pojawia się w różnych miejscach Ziemi. Pułkownik U.S. Army Weber prosi Louise, aby wraz z fizykiem Ianem Donnellym dowiedziała się dlaczego obcy przybyli. Zabiera ich do obozu wojskowego w Montanie, w pobliżu jednego z pozaziemskich statków. Na miejscu mają za zadanie tłumaczyć język przybyszów.  

## Obsada
- Amy Adams jako doktor Louise Banks, językoznawca
- Jeremy Renner jako Ian Donnelly, wojskowy fizyk-teoretyk
- Forest Whitaker jako pułkownik G.T. Weber, amerykański wojskowy
- Michael Stuhlbarg jako agent Halpern
- Тzi Ma jako generał Shang, dowódca Chińskiej Armii Ludowej
- Mark O’Brien jako kapitan Marks

## Produkcja
Zdjęcia rozpoczęły się w połowie czerwca 2015 roku w Montrealu.

## Odbiór

### Box office
Film przyniósł 100,5 mln dolarów przychodu z biletów w USA i Kanadzie oraz 102,8 mln w innych krajach; w sumie ponad 203 mln USD, wobec budżetu produkcyjnego 47 mln.

### Oceny krytyków
Nowy początek został dobrze odebrany przez krytyków. W serwisie Rotten Tomatoes 94% z 433 recenzji jest pozytywne, a średnia ocen wystawionych na ich podstawie wyniosła 8,40/10. W konkurencyjnym Metacritic średnia ważona  ocen wystawionych na podstawie recenzji 52 krytyków wyniosła 81 na 100. Ankietowani przez agencję CinemaScore dali filmowi średnią ocenę „B” w skali A+ do F.

## Nagrody
Film zdobył 8 nominacji do Oskara i ostatecznie jedną statuetkę, za montaż dźwięku (Sylvain Bellemare). 
Na rozdaniu nagród Hugo w 2017 roku film ten został uhonorowany nagrodą w kategorii najlepsza prezentacja dramatyczna (długa forma).
Został także uhonorowany wieloma innymi nagrodami (68 nagród i 258 nominacji), m.in.: BAFTA za dźwięk, Saturn za najlepszy scenariusz (Eric Heisserer), Eddie – nagroda American Cinema Editors dla najlepiej zmontowanego filmu dramatycznego (Joe Walker), AFI Award, ASCAP Award Top Box Office Films (Jóhann Jóhannsson), Association of Motion Picture Sound Feature Film Award, Austin Film Critics Association Award, Australian Film Critics Association Awards, Awards Circuit Community Award, Broadcast Film Critics Association Award, a także polską nagrodą Srebrna żaba dla Bradforda Younga na festiwalu Camerimage 2016.